# Faderskapsbekräftelse
Faderskapsbekräftelse är en handling som kan undertecknas av en man som medger att han är far till ett barn. För föräldraskapsbekräftelse kan liknande även undertecknas av kvinnor under vissa förutsättningar vid assisterad befruktning.
Faderskapet ska utredas om modern till barnet inte är gift eller om faderskapet av någon annan anledning är ifrågasatt.
Bekräftelsen ska bevittnas och skriftligen godkännas av socialnämnden och av modern eller en särskilt förordnad vårdnadshavare för barnet. Är barnet myndigt eller står det inte under någons vårdnad, ska bekräftelsen i stället godkännas av barnet självt. Faderskapet är sedan fastställt enligt 1 kap. 3 § Föräldrabalken.

## Vid osäkerhet om faderskap
Om anledning finns att anta att modern haft samlag med mer än en man under den tid barnet kan vara avlat eller om den utpekade mannen begär det ska blodundersökning ske beträffande modern, barnet och den utpekade mannen. Blodundersökningen kan även omfatta flera män.
Genom modern DNA-teknik kan numera praktiskt taget alla felaktigt utpekade män uteslutas. När Föräldrabalken antogs 1949 kunde blodundersökning genomföras med möjlighet till uteslutning i ungefär hälften av fallen.

## Utredningsansvar
Socialnämnden i den kommun där ett barn är fött har utredningsansvar. Socialnämnden får lämna sitt godkännande endast om det kan antas att mannen är far till barnet. Bekräftelse kan ske även före barnets födelse. Även vid insemination som utförts enligt 6 kap. lag (2006:351) om genetisk integritet m.m. kan faderskapet bekräftas.
Visas senare att den som har lämnat bekräftelse inte är far till barnet, ska rätten förklara att bekräftelsen saknar verkan mot honom. En sådan talan benämns negativ faderskapstalan.
Varken Föräldrabalken eller annan lag upptar någon bestämmelse om vem som äger rätt att föra talan om ogiltigförklaring av faderskapserkännande. I rättspraxis har slagits fast att barnets mor saknar rätt att föra sådan talan. Testamentstagare inte heller har rätt att föra talan om ogiltigförklaring av ett av testator avgivet faderskapserkännande enligt NJA 1975 s. 535.
Har någon talan inte väckts prövas frågan om blodundersökning enligt ärendelagen.